# BlinkyTM
BlinkyTM (estilizado como Blinky™) es un cortometraje de ciencia ficción y terror irlando-estadounidense de 2011 escrito, editado y dirigido por Ruairí Robinson.
La trama cuenta la historia de un niño que adopta un robot al que empieza a maltratar con consecuencias fatales.

## Argumento
En un futuro cercano, la robótica ha evolucionado considerablemente. Alex (Max Records) está desesperado por encontrar "una familia normal" que se aprecie mutuamente a diferencia de sus padres (Jenni Fontana y James Nardini), los cuales están siempre discutiendo. Tras ver un anuncio sobre un robot doméstico llamado "Blinky" (Ruairí Robinson), este le pide a sus padres que le compren uno para Navidad, puesto que en el comercial aparece escrito como "la solución a cualquier conflicto doméstico". En un principio, Alex es feliz, sin embargo empieza a sentirse decepcionado al ver que sus progenitores continúan discutiendo. Es entonces cuando este empieza a ignorar al robot a pesar de la persistencia de Blinky por jugar. 
Para deshacerse de él, Alex sugiere jugar al escondite, para lo cual Blinky debe empezar la cuenta atrás desde 1 millón. Esta situación frustra al niño y en un ataque de agresividad le ordena varias tareas contradictorias: quedarse quieto y limpiar al mismo tiempo aparte de mandar matar a sus padres, a él mismo y a "todos". Acto seguido el mecanismo de Blinky falla y es reiniciado a sugerencia de su madre, la cual le comenta que debe limpiar su propio desastre o le mandará a Blinky que "[le] limpie [a Alex] y [le] cocine para la cena".
Más adelante el robot empieza a comportarse de manera extraña: entra en su habitación por las noches y a la mañana siguiente desaparece el perro de la familia. Preocupado en un principio porque Blinky pudiera hacerle algo, vuelve a las andadas con el robot y le tira una tableta sin causar daño al robot, aunque rompe un vaso. Enfurecido, Alex culpa a Blinky del desastre, el cual se dirige a la cocina donde tras contar de diez a cero, coge un cuchillo eléctrico de uno de los cajones al tiempo que proclama: "listo o no, allá voy". A la noche se puede ver a los padres cenando albóndigas en la mesa junto a Blinky con la única ausencia de Alex, cuya madre se percata y le pregunta al robot si le ha visto, a lo que este contesta que "está en la mesa", respuesta a la que los padres reaccionan con horror.
En la escena siguiente, dos agentes de policía se personan en la casa donde Blinky, aparentemente ha limpiado la sangre de los progenitores. Tras dejarles entrar, cierra la puerta ante el destino incierto que les depara tal como hace con la siguiente víctima como respuesta a una de las órdenes de Alex: "matar a todos"

## Reparto
- Max Records es Alex Neville.
- Ruairí Robinson es Blinky (voz).
- Jenni Fontana es Mrs. Neville
- James Nardini es Mr. Neville